# Cục Phát thanh, truyền hình và thông tin điện tử (Việt Nam)
Cục Phát thanh, truyền hình và thông tin điện tử (tiếng Anh: Authority of Broadcasting and Electronic Information, viết tắt là ABEI) là tổ chức hành chính thuộc Bộ Văn hóa, Thể thao và Du lịch, thực hiện chức năng tham mưu giúp Bộ trưởng quản lý nhà nước và tổ chức thực thi pháp luật trong lĩnh vực phát thanh, truyền hình và thông tin điện tử trên mạng, bao gồm: phát thanh, truyền hình, trang thông tin điện tử, mạng xã hội, trò chơi điện tử trên mạng, dịch vụ nội dung thông tin trên mạng.
Cục Phát thanh, truyền hình và thông tin điện tử được thành lập ngày 28/6/2008, theo Quyết định số 37/2008/QĐ-BTTTT ngày 13/6/2008 của Bộ trưởng Bộ Thông tin và Truyền thông về thành lập Cục Quản lý Phát thanh, Truyền hình và Thông tin điện tử (tiền thân của Cục hiện nay). Kể từ ngày 1/3/2025, Cục được chuyển từ Bộ Thông tin và Truyền thông về trực thuộc Bộ Văn hóa, Thể thao và Du lịch.
Chức năng, nhiệm vụ, quyền hạn và cơ cấu tổ chức của Cục Phát thanh, truyền hình và thông tin điện tử được quy định tại Quyết định số 614/QĐ-BVHTTDL ngày 11/3/2025 của Bộ trưởng Bộ Văn hóa, Thể thao và Du lịch.

## Nhiệm vụ và quyền hạn
Theo Điều 2, Quyết định số 614/QĐ-BVHTTDL ngày 11/3/2025 của Bộ trưởng Bộ Văn hóa, Thể thao và Du lịch, Cục Phát thanh, truyền hình và thông tin điện tử có các nhiệm vụ, quyền hạn chính:
- Chủ trì, phối hợp nghiên cứu, đề xuất, xây dựng trình Bộ trưởng ban hành hoặc để Bộ trưởng trình cấp có thẩm quyền ban hành dự thảo các văn bản quy phạm pháp luật thuộc lĩnh vực phát thanh, truyền hình và thông tin điện tử theo phân công của Bộ trưởng.
- Thẩm định hồ sơ đề nghị cấp phép và trình Bộ trưởng cấp, gia hạn, tạm đình chỉ, sửa đổi, bổ sung, thu hồi giấy phép hoạt động phát thanh, truyền hình; sản xuất kênh chương trình phát thanh, truyền hình trong nước; biên tập kênh chương trình nước ngoài; cung cấp dịch vụ phát thanh, truyền hình trả tiền; phát sóng quảng bá kênh truyền hình địa phương trên vệ tinh; thiết lập mạng xã hội, cung cấp dịch vụ trò chơi điện tử trên mạng; quyết định phê duyệt nội dung kịch bản trò chơi điện tử trên mạng, giấy chứng nhận đăng ký cung cấp kênh truyền hình nước ngoài trên dịch vụ phát thanh, truyền hình trả tiền và các loại quyết định, giấy chứng nhận khác theo quy định của pháp luật.
- Cấp, gia hạn, sửa đổi, bổ sung, tạm đình chỉ, đình chỉ, thu hồi giấy phép, thiết lập trang thông tin điện tử tổng hợp, giấy phép, giấy chứng nhận đăng ký danh mục kênh chương trình trên dịch vụ phát thanh, truyền hình trả tiền, cung cấp dịch vụ trò chơi điện tử trên mạng, cung cấp dịch vụ nội dung thông tin trên mạng viễn thông di động; xác nhận thông báo cung cấp trò chơi điện tử trên mạng; chấp thuận việc đăng, phát bài phát biểu trên phát thanh, truyền hình của Trung ương đối với cơ quan, tổ chức nước ngoài tại Việt Nam theo quy định của pháp luật.
- Thẩm định hồ sơ và trình Bộ trưởng quyết định cấp, thu hồi thẻ nhà báo đối với các đối tượng hoạt động báo chí trong lĩnh vực phát thanh, truyền hình theo quy định của pháp luật.
- Tham mưu giúp Bộ trưởng có ý kiến về việc bổ nhiệm, miễn nhiệm người đứng đầu các cơ quan báo chí có Giấy phép hoạt động phát thanh, truyền hình theo quy định của pháp luật.

- Tổ chức thực hiện lưu chiểu điện tử, kiểm tra báo chí lưu chiểu trong lĩnh vực phát thanh, truyền hình; lưu trữ thông tin điện tử phục vụ công tác quản lý nhà nước.
- Chủ trì, phối hợp với các cơ quan liên quan quản lý nội dung, chất lượng và giá dịch vụ phát thanh, truyền hình theo quy định của pháp luật; phối hợp hướng dẫn và quản lý về cạnh tranh, bảo vệ quyền lợi của người sử dụng dịch vụ phát thanh, truyền hình; giải quyết kiến nghị trong lĩnh vực dịch vụ phát thanh, truyền hình.
- Chủ trì, phối hợp với các cơ quan, đơn vị liên quan trong việc phát hiện và xử lý các thông tin sai trái trên mạng theo quy định của pháp luật và phân công của Bộ trưởng.
- Thực hiện các nhiệm vụ về quản lý quảng cáo trên phát thanh, truyền hình, thông tin điện tử theo quy định của pháp luật.
- Hướng dẫn và tổ chức thực hiện các quy định của pháp luật về sở hữu trí tuệ đối với các chương trình, kênh chương trình phát thanh, truyền hình; sản phẩm, dịch vụ phát thanh, truyền hình và thông tin điện tử theo quy định của pháp luật.
- Định kỳ tổ chức giao ban với các đối tượng được quản lý lĩnh vực phát thanh, truyền hình và thông tin điện tử và phối hợp tổ chức giao ban báo chí theo phân công của Bộ trưởng.
- Thực hiện các nhiệm vụ khác do Bộ trưởng giao.

## Lãnh đạo Cục[3]
- Cục trưởng: Lê Quang Tự Do
- Phó Cục trưởng:
  - Nguyễn Hà Yên[4]
  - Nguyễn Thị Thanh Huyền[5]

## Cơ cấu tổ chức
(Theo Điều 3, Quyết định số 614/QĐ-BVHTTDL ngày 11/3/2025 của Bộ trưởng Bộ Văn hóa, Thể thao và Du lịch)

### Các đơn vị thực hiện chức năng quản lý nhà nước
- Văn phòng
- Phòng Phát thanh, Truyền hình
- Phòng Thông tin điện tử
- Phòng Quản lý dịch vụ

### Đơn vị sự nghiệp
- Trung tâm Đo kiểm phát thanh, truyền hình và thông tin điện tử